# Garde à vue (film)
Pour les articles homonymes, voir Garde à vue.
Pour plus de détails, voir Fiche technique et Distribution.
Garde à vue est un film français de Claude Miller, sorti le 23 septembre 1981.
Il obtient huit nominations lors de la 7e cérémonie des César et décroche quatre récompenses (dont celui du meilleur acteur pour Michel Serrault et celui du meilleur scénario).

## Synopsis
Le corps d’une fillette violée et étranglée a été retrouvé sur un terrain communal. Huit jours plus tôt, on avait découvert sur une plage, dans la même région, une autre fillette ayant subi le même sort.
Cherbourg, six semaines plus tard, le soir de la Saint-Sylvestre : l’inspecteur Antoine Gallien (Lino Ventura), secondé par son adjoint Marcel Belmont (Guy Marchand), auditionne au commissariat le notaire renommé Jérôme Martinaud (Michel Serrault). Martinaud connaissait bien l’une des fillettes, et un certain mystère plane sur ses emplois du temps au moment des meurtres.
Gallien ne croit d'abord pas avoir affaire au meurtrier mais les réponses évasives et fuyantes de Martinaud, son attitude hautaine et désinvolte, le font changer d'avis. De témoin, le notaire devient suspect et Gallien le met en garde à vue pour l'empêcher de quitter le commissariat. 
L’inspecteur Gallien est gêné par l’absence de preuves incriminant Martinaud. Son supérieur, le commissaire divisionnaire, en partance pour le réveillon, lui recommande prudence et ménagement du suspect.
À son retour au commissariat, Gallien retrouve Martinaud hors de lui et le visage tuméfié. Belmont, impatient de réveillonner, a passé à tabac le notaire pour obtenir des aveux. À la suite de cette incartade, Gallien couvre son subordonné mais l'écarte de l'interrogatoire.
Chantal Martinaud (Romy Schneider), la femme du notaire, apporte deux éléments accablants pour son mari. Selon elle, celui-ci (avec qui les rapports conjugaux sont au point mort depuis des années) a, un soir de Noël, fait preuve d'une attitude inconvenante vis-à-vis de sa nièce, une fillette nommée Camille (Elsa Lunghini). Puis, elle fournit à l’inspecteur le ticket de caisse du teinturier auquel le notaire a confié l'un de ses imperméables le lendemain du second meurtre. 
Gallien interroge à plusieurs reprises Martinaud sur les détails des lieux des crimes : ce qu'il a vu, ce qu'il a entendu. Il est intrigué par l'incapacité du notaire à y répondre. Martinaud demandant ce qu'il aurait dû voir et entendre lors de sa présence supposée au phare, le soir de l'un des meurtres commis à proximité, Gallien répond « la corne de brume ». Martinaud reconnaît alors qu'il a menti, qu'il ne se promenait alors pas au phare mais était avec une prostituée. Mais, déstabilisé par le témoignage de sa femme, celui-ci déclare que c'est lui qui a tué les fillettes.
Mais le cadavre d'une fillette est retrouvé fortuitement dans le coffre d'une voiture volée la veille et remorquée au commissariat durant la nuit. Gallien et Madame Martinaud assistent à la découverte de la victime. Venu récupérer son véhicule, son propriétaire avoue être l'auteur des meurtres. Le commissaire divisionnaire, arrivé sur place, désavoue sèchement ses subordonnés et notamment Gallien pour la façon avec laquelle l'enquête a été menée. 
Libéré, Martinaud demande à Gallien s'il aurait fini par solliciter le témoignage de Camille. L'inspecteur fait mine de ne pas comprendre la question et le notaire rejoint son épouse assise dans sa voiture. Il s'aperçoit qu'elle s'est suicidée par balle. Martinaud appelle Gallien en hurlant. Le film s'achève par un gros plan sur le visage accablé de l'inspecteur.

## Fiche technique
- Réalisation : Claude Miller
- Scénario : Claude Miller et Jean Herman, d'après le roman Brainwash (À table !) de John Wainwright
- Dialogues : Michel Audiard
- Production : Alexandre Mnouchkine et Georges Dancigers
- Photographie : Bruno Nuytten
- Cadreur : Gilbert Duhalde
- Scripte : Martine Revert
- Régisseur général : Michel Bernede
- Musique : Georges Delerue
- Montage : Albert Jurgenson
- Premier assistant réalisateur : Jean-Pierre Vergne
- Casting : Margot Capelier
- Cascadeur : Claude Carliez
- Storyboard : Lam Lê
- Son : Paul Lainé
- Sociétés de production : Les Films Ariane et TF1 Productions
- Visa de contrôle cinématographique : no 53.711
- Studio et Laboratoires Éclair, Auditorium Paris Studios Cinéma, pellicule Kodak Eastmancolor, pellicule son Pyral
- Format : 35 mm - Ratio : 1,66:1 - Mono
- Durée : 84 minutes
- Pays d'origine :  France
- Langue originale : français
- Genre : policier
- Dates de sortie :
  - France : 23 septembre 1981
  - États-Unis : 16 avril 1982 (sortie limitée : New York)
- Affiche : René Ferracci (France)

## Distribution
- Lino Ventura : inspecteur Antoine Gallien
- Michel Serrault : Jérôme Martinaud
- Romy Schneider : Chantal Martinaud
- Guy Marchand : inspecteur Marcel Belmont
- Pierre Maguelon : inspecteur Adami
- Jean-Claude Penchenat : commissaire divisionnaire
- Elsa Lunghini : Camille
- Annie Miller : la mère de Camille
- Michel Such : Jean-Marie Jabelain
- Didier Agostini : jeune policier
- Patrick Depeyrrat : policier
- Yves Pignot : policier
- Mathieu Schiffman : le fils Berthier
- Serge Malik : le mécanicien
- Didier Bénureau : un policier

## Production

### Genèse et développement
Claude Miller a tourné peu avant deux longs-métrages de première importance, La Meilleure Façon de marcher et Dites-lui que je l'aime. Si le premier est bien reçu par la critique et le public, le second connaît un échec commercial. De plus, son nouveau et ambitieux projet, La Java, qui aurait mis en vedette Patrick Dewaere et Miou-Miou, n'aboutit pas en raison du financement. D'autres perspectives, dont une collaboration avec Jean-Paul Belmondo, avortent également. Miller se tourne alors vers la publicité,. Un jour, le réalisateur reçoit un appel de la société de production indépendante Les Films Ariane, qui lui propose de mettre en scène l'adaptation du roman À table ! de John Wainwright, publié dans la collection Série noire.
Miller découvre le livre, qu'il apprécie et trouve des similitudes avec La Meilleure Façon de marcher notamment la question de l’intolérance vis-à-vis des pratiques sexuelles « déviantes ». Le scénario doit être écrit par Michel Audiard, qui a présenté le livre à la société productrice, bien que Miller n'ait pas d'affinités culturelles avec le cinéma d'Audiard,. Depuis quelques années, Audiard n'écrit quasiment plus de scénarios, commandant des trames narratives à d’autres auteurs, puis réécrivant intégralement les dialogues à sa manière. Yves Montand, premier pressenti pour incarner l'inspecteur Gallien, décline la proposition. Lino Ventura rencontre Miller et, séduit par le réalisateur et le scénario, accepte le rôle. Sur France Inter, en juin 1981, l'acteur dira que « c'est une gageure, ce film, un pari, en quelque sorte ».
Pour le rôle de l'ambigu maître Martinaud, c'est Michel Serrault qui est pris pour l'incarner. Depuis L'Ibis rouge, Serrault réussit à casser son image de comique pour incarner des personnages troubles, bien qu'ayant du mal à se défaire de cette image de trublion. L'autre rôle central, celui de l'épouse de Martinaud, est confié à Romy Schneider par le réalisateur.
Avec Jean Herman, Miller envoie pendant plusieurs mois des pages de scénario à Audiard, tout en sachant qu'il va les remanier. Toutefois, Miller se permet de refuser certaines tirades du célèbre dialoguiste, qu'il juge sur-écrites, ce qui provoque une certaine tension entre Miller et Audiard. Mais Miller tient bon et reçoit le soutien de Ventura. Odette Ventura, l'épouse de l'acteur, révèle que son mari poussa Audiard, alors engagé sur un autre film - Le professionnel - et tardant à terminer les dialogues de Garde à vue, à finir le travail. La ténacité de Miller inspirera le respect d'Audiard, qui va finalement se lier d'amitié avec le réalisateur.
À la lecture du roman, Serrault avait eu le sentiment que le personnage accusé, un quidam un peu quelconque, manquait de superbe. Il suggère que son face-à-face avec l’inspecteur de police chargé de l'interroger serait plus marquant s'il avait d'emblée une position à défendre. Son personnage devint alors un notaire arrogant, vêtu d’un élégant smoking, ce qui allait conférer au film une perspective sociale singulière.
Une autre différence notable entre le roman et l'adaptation est que le film a recours à cette spécificité policière française qu’est la garde à vue. Des dispositifs similaires existent dans d’autres pays, mais aux États-Unis, la présence continue d’un avocat est autorisée lors des confrontations — à tel point que le suspect y est encouragé à se taire.

### Tournage
Le tournage de Garde à vue s’est étalé sur près de deux mois, du 27 janvier au 13 mars 1981. Selon Miller, le tournage fut très difficile, comme il le dira dans le livre Serrer sa chance en 2007, il avait « l'impression de monter sur un ring chaque matin, d'enjamber des cordes pour arbitrer un match de boxe entre Lino Ventura et Michel Serrault », mais ajoute qu'il pouvait compter sur « la bienveillance et l'affection de Lino et Romy Schneider ».
Serrault précisera que ses relations avec Ventura, pourtant réputé aussi pour sa chaleur et sa cordialité, étaient restées assez froides tout au long du tournage, comme si la distance maintenue entre eux servait l’opposition entre leurs personnages. Odette Ventura notera dans son livre Lino, que les deux acteurs ne se parlaient pas en dehors des prises, car Ventura « tenait à éviter toute forme de complicité, qui, à son avis, eût pu altérer la violence de leur tête à tête ».

## Sortie et accueil
Garde à vue sort dans les salles françaises le 23 septembre 1981. Salué par la critique, notamment par Jean de Baroncelli du journal Le Monde, qui écrit que le long-métrage est « une réussite, une gageure brillamment tenue, dont le succès prévisible sera dû à l'intérêt du sujet et à la qualité de la mise en scène tout autant qu'à la réputation des interprètes et à la verve du dialoguiste », Garde à vue rencontre également un succès public grâce à un bon bouche-à-oreille, puisqu'il prend la deuxième place du box-office parisien pendant trois semaines avec plus de 388 000 entrées derrière Les Aventuriers de l'arche perdue,. Dans Paris et sa banlieue, le film réunit 726 359 entrées en fin d'exploitation. Le succès se confirme en province, qui lui permet d'enregistrer un total de 2 098 038 entrées sur le territoire français. 
Le succès de Garde à vue permet à Claude Miller d'obtenir son meilleur résultat au box-office et son premier film millionnaire (La Meilleure façon de marcher avait frôlé les 600 000 entrées en 1976 et Dites-lui que je l'aime seulement plus de 531 000 entrées l'année suivante) avant d'être dépassé par L'Effrontée en 1985 (près de 2,8 millions d'entrées). De plus, le bon accueil public permet à Lino Ventura de renouer avec le succès, qui n'avait plus connu de film ayant atteint le seuil du million d'entrées depuis le milieu des années 1970 avec Adieu poulet (1,9 million d'entrées en 1975) et Cadavres exquis (1 million d'entrées en 1976).

## Autour du film
- Le film, très bien accueilli par la critique au moment de sa sortie, a également séduit le public puisqu'il totalise un peu plus de 2,1 millions d'entrées en salles.
- C'est le célèbre dialoguiste Michel Audiard qui a découvert le livre de John Wainwright, À table ! (Brainwash), sur lequel est basé le scénario. Il en parle alors au producteur Georges Dancigers.
- Les réalisateurs Yves Boisset et Costa-Gavras furent le premier choix du producteur, mais ils refusèrent le projet. Georges Dancigers proposa alors le projet à Claude Miller qui, à ce moment-là, ne tournait plus que des publicités, à la suite du cuisant échec de son précédent film Dites-lui que je l'aime, sorti quatre ans plus tôt. Claude Miller, au tout début de sa carrière de réalisateur, avait été l'assistant de Robert Bresson, Jean-Luc Godard et Jacques Demy, puis le directeur de production de François Truffaut, tous figures emblématiques de la Nouvelle Vague. Le succès de Garde à vue relance complètement la carrière du réalisateur, et reste son second meilleur score au Box-office français de sa carrière derrière L'Effrontée[réf. souhaitée].
- La future chanteuse Elsa Lunghini apparaît brièvement ici pour la première fois au cinéma, dans le rôle de Camille, la petite fille sous le charme de laquelle tombe Jérôme Martinaud, déclenchant ainsi l'ire de son épouse.
- Ici, Michel Audiard, réputé pour ses dialogues comiques et son sens détonant de la formule, abandonne quelque peu sa verve habituelle pour privilégier une approche plus profonde et plus subtile des personnages, ce qui lui vaudra le seul et unique César venu récompenser sa pléthorique filmographie.
- Réminiscence fortuite, certaines scènes de la garde à vue rappellent Quai des Orfèvres... y compris l'homonymie du nom Martinaud (Maurice Martineau interprété par Bernard Blier)[réf. nécessaire].
- Garde à vue est l'avant-dernier film de la carrière de Romy Schneider. Le film est sorti en salles le 23 septembre 1981, jour des 43 ans de Romy Schneider, mais également le jour de son dernier anniversaire : elle meurt le 29 mai 1982.
- Le phare de Saint-Clément dont il est fait mention dans le scénario n'existe pas.

## Adaptations
- Une nouvelle adaptation – américaine – du roman Brainwash a été réalisée en 2000 par Stephen Hopkins sous le titre Suspicion, avec Gene Hackman, Morgan Freeman et Monica Bellucci, reprenant les rôles respectifs de Michel Serrault, Lino Ventura et Romy Schneider.

## Distinctions

### Récompenses
1981 :
- Grand prix du cinéma français Louis Lumière
- Prix Méliès
- Prix du meilleur scénario au Festival de Montréal : Claude Miller, Jean Herman et Michel Audiard

1982 :
- César du meilleur scénario : Claude Miller, Jean Herman et Michel Audiard
- César du meilleur acteur : Michel Serrault
- César du meilleur second rôle masculin : Guy Marchand
- César du meilleur montage : Albert Jurgenson

### Nominations
1982 :
- César du meilleur film
- César du meilleur réalisateur : Claude Miller
- César de la meilleure photographie : Bruno Nuytten
- César du meilleur son : Paul Lainé